# Influensa A virus subtyp H5N1
H5N1 eller A(H5N1) är en subtyp av influensavirus typ A som främst förekommer hos fjäderfä. Sjukdomen som orsakas av H5N1 kallas ofta populärt bara för fågelinfluensa vilket egentligen är ett vidare begrepp, se fågelinfluensa. H5N1 är ett högpatogent virus, det vill säga att den orsakar en mycket smittsam sjukdom, oftast med dödlig utgång och benämns även HPAI A(H5N1) (högpatogent fågelinfluensavirus av subtyp H5N1). Detta virus har smittat flera olika grupper av vilda fåglar, främst andfåglar, men även däggdjur och människor. Subtypen H5N1 har varit känd i cirka tio år och har främst härjat i Sydostasien men under senare delen av 2005 och 2006 har man funnit en stam av HPAI A(H5N1), med ursprung i Asien, som har global spridning. De flesta rapporter i media om fågelinfluensa eller H5N1 handlar om denna stam. I februari 2006 fann man vildfåglar som dött av HPAI A(H5N1) i Sverige. Omkring 350 bekräftade sjukdomsfall bland människor har rapporterats runt om i världen (28 december 2007) och dödligheten är drygt 60%.
Influensavirus finns i flera varianter och klassificeras genom två olika protein, hemagglutinin (H) och neuraminidas (N). Virusen namnges efter hur de olika typerna av dessa protein kombineras. H5N1 består av den femte upptäckta typen av proteinet hemagglutinin, och den första kända typen av proteinet neuraminidas.
Sjukdomen orsakad av H5N1 bekämpas idag förebyggande genom nödslakt av misstänkta djurbesättningar och genom att uppmana uppfödare att hålla fjäderfä inomhus.

## HPAI A(H5N1) hos vilda fåglar och dess smittspridning

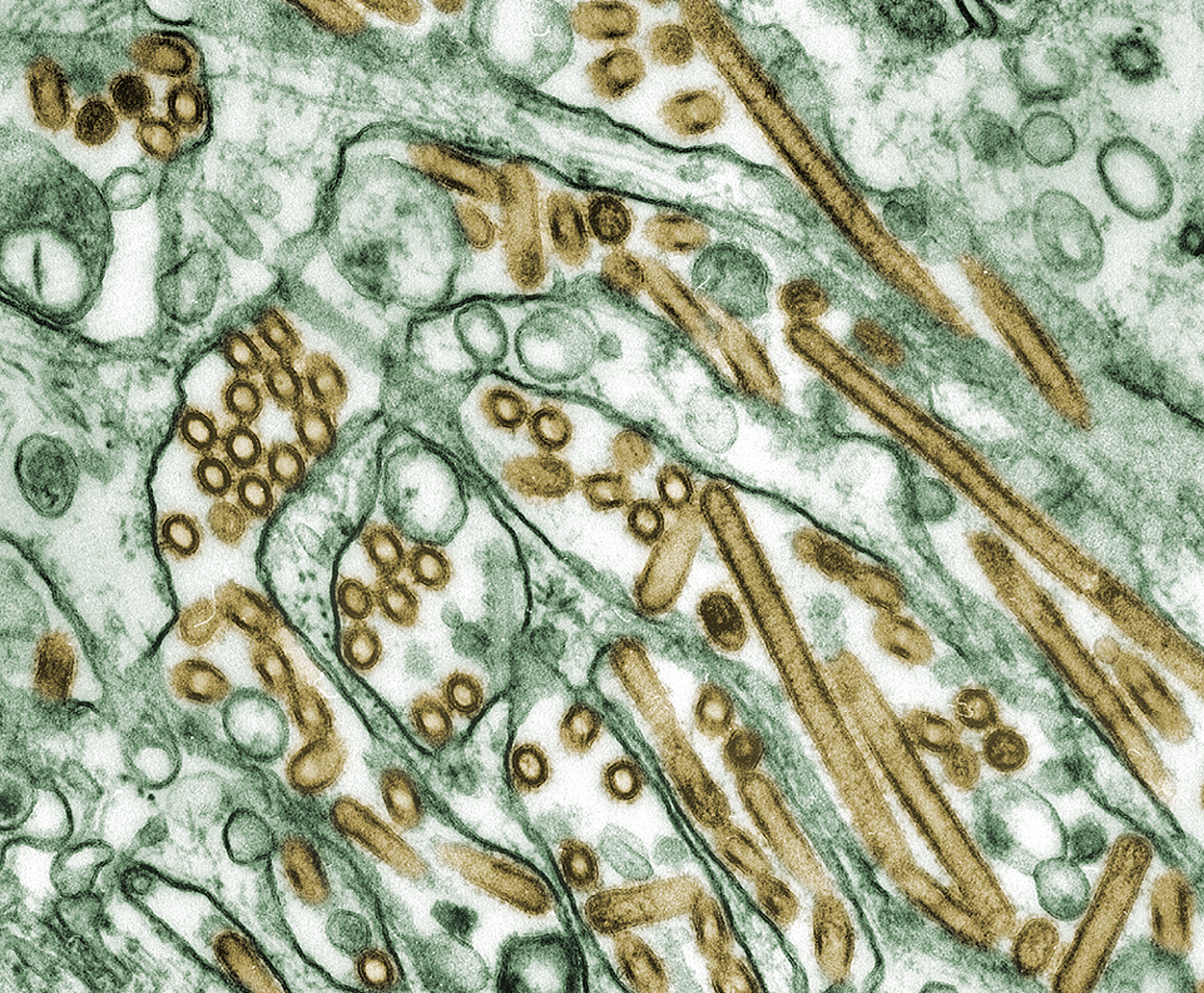
Infärgad bild från ett elektronmikroskop av H5N1 (guld) som odlats i den etablerade cellinjen, Madin-Darby canine kidney (MDCK) (grön). Källa: C. Goldsmith, J. Katz and S. Zaki. Centers for Disease Control & Prevention Public Health Image Library. Image #1841.

För smittspridning av fågelinfluensa se fågelinfluensa#Smittspridning
Den förmodat främsta smittspridaren av H5N1 är handel med fjäderfä och fågelprodukter som hönsgödsel. Sentida studier har dock visat att även vilda fåglar, främst simänder, vid specifika förhållanden kan föra smittan vidare. Vanligast är dock att smittade vilda fåglar blir så pass sjuka att de inte kan förflytta sig några sträckor och därmed inte kan föra smittan vidare.
Under 2005 och 2006 hittades flera fall av flyttfåglar som dött av H5N1. Exempelvis fann man två döda knölsvanar i mitten av februari 2006, på den tyska ön Rügen i Östersjön. 6000 fåglar, främst stripgäss, änder, skarvar och måsfåglar, hittades döda i den kinesiska sjön Qinghai i maj–juli 2005. Samma år hittades också två döda kråkor i Thailand som dött av H5N1. De vilda fåglar som verkar vara mest utsatt för smitta är asätare, vattenlevande eller fåglar som födosöker vid vattendrag. 
Enligt FN-organet FAO (Food and Agriculture Organization) har det gjorts omfattande provtagningar av flyttfåglar i områden där smittan grasserar bland tamfåglar och man har inte funnit en enda levande vild flyttfågel smittad av H5N1. Till exempel har det testats cirka 16 000 levande vilda fåglar i Hongkong sedan 1997 och ingen av dessa har varit smittade. Det verkar som om inkubationstiden för vilda fåglar är oerhört kort och de fåglar som smittas avlider väldigt snabbt och blir därmed mer eller mindre oförmögna att sprida smittan vidare. Istället anser många att det är fjäderfäbesättningar och den lagliga och olagliga handeln med fjäderfä och fjäderfäprodukter som sprider smittan. Bland annat säger Richard Thomas för BirdLife International att utbrotten av fågelinfluensa snarare följer större bilvägar och järnvägar istället för fåglars flyttvägar. En annan indikation är att man inte funnit någon smitta i Australien vilket borde vara naturligt om det är vilda flyttfåglar från Asien som sprider smittan vidare.
Andra menar att orsaken till att utbrotten av influensa orsakad av H5N1 är så fläckvis på kartan beror på var merparten av naturintresserade och främst ornitologer befinner sig. Där det finns många vakande ögon finner man till slut smittade fåglar.
Under vintern 2005-2006 fann man ett antal smittade vilda fåglar i Europa men detta ledde inte till någon epidemi. Detta resulterade i frågan om inte H5N1 kan ha förekommit även tidigare år bland vilda fåglar i Europa och att man under vintern 2005-2006 fann subtypen H5N1 just för att man undersökte ett så stort antal döda fåglar, varav merparten visade sig ha dött av andra orsaker. Denna hypotes pekar på att det är än större sannolikhet att det är handeln med fjäderfä som är den verkliga stora smittospridaren av H5N1.

### Immuna havsörnar
Det verkar som om åtminstone den svenska populationen av havsörn är immun mot virustypen H5N1. En förklaring som lagts fram är att örnarna blivit naturligt vaccinerade genom att de tidigare har kommit i kontakt med olika lågpatogena varianter av fågelinfluensavirus.

## Lågpatogen H5N1
Lågpatogen fågelinfluensa av subtyp H5N1 LPAI H5N1 som också kallas Nordamerikansk H5N1 förekommer hos vilda fåglar. Vanligtvis orsakar den lättare sjukdom eller ingen reaktion alls hos fåglar. Den har aldrig smittat en människa och den enda risk som föreligger är att LPA H5N skulle överföras till fjäderfäbesättningar och där muteras till en högpatogen stam.

### Kända fall av LPAI H5N1
- 1975 – funnen hos en vild gräsand och hos en vild snögås (mörk morf) (Anser caerulescens) i Wisconsin.
- 1981 och 1985 – funnen hos andfåglar när Universitet i Minnesota genomförde en serie undersökningar på vildfågel.
- 1983 – funnen hos ringnäbbad mås (Larus delawarensis) i Pennsylvania.
- 1986 - funnen hos en vild gräsand i Ohio.
- 2005 - funnen i november hos andfåglar i Manitoba i Kanada.
- 2006 - funnen hos två knölsvanar i Michigan.

Denna korta lista innehåller inte alla observationer av LPAI H5N1 som man funnit i Nordamerika på grund av att det tidigare inte ansågs intressant att göra rapporter angående denna lågpatogena subtyp. I och med förändrade regler kommer från och med 2006 alla subtyper av H5 och H7 att rapporteras till OIE (World Organization for Animal Health) på grund av sin potential att mutera.

## H5N1 och katter
Man har konstaterat ett antal fall av huskatter som har dött av H5N1. Även tiger och leopard från en djurpark i Asien har dött av viruset. Dock är det än så länge (11 mars 2006) oklart hur H5N1 smittar katter och hur känsliga de är för detta specifika fågelvirus. En katt i Österrike som bodde på en gård där man funnit smittade höns visade sig vara bärare av H5N1 i de två första testen men visade sig senare vara smittfri vid ett tredje test. De första testet gjordes på kattens saliv då man fann spår av viruset, de andra av avföringen som bara uppvisade mycket låga halter och de tredje uppvisade inga spår av viruset.

## Smittspridning människa till människa
I december 2007 rapporterade WHO om den första smittspriningen av H5N1 mellan människor i Pakistan . Tidigare har ett 10-tal bekräftade fall rapporterats från Kambodja, Vietnam och Indonesien.

## Skydd mot viruset
I de flesta fall i Europa, där smitta har konstaterats uppförs skyddszoner med en radie på 3 kilometer och en övervakningszon på 10 kilometer. Innanför skyddszonen får ingen transport av fjäderfä ske. Innanför övervakningszonen sker en noggrann genomgång av fjäderfäbesättningar och man söker aktivt efter döda eller sjuka vilda fåglar.
Som privatperson ska man, som alltid när det handlar om tillagning av fågelkött och ägg, värma råvaran till minst 70 grader. Djupfrysning har ingen påverkan på viruset. Man bör inte röra en död fågel utan handskar eller annat redskap. Katter kan smittas av viruset, men Jordbruksverket rekommenderar (10 mars 2006) bara att katter ska hållas inomhus i smittförklarat område.

## Dokumenterade fall av H5N1 i världen

Influensa A virus subtyp H5N1
Länder där människor, fjäderfä och vilda fåglar dött av H5N1.
Länder där fjäderfä och vilda fåglar dött av H5N1 och där människor smittats.
Länder där fjäderfä dött av H5N1.

De länder som drabbats av värst av utbrott av H5N1 ligger i Asien. Från slutet av 2003 till 28 december 2007 förekom det 2 424 utbrott i Vietnam, 1 137 i Thailand och 978 i Egypten. Andra länder som har haft många utbrott är Indonesien 261, Turkiet 212, Rumänien 163, Ryssland 146, Burma 92, Kina 89, Nigeria 60 och Pakistan 44. Sverige och Danmark har haft ett utbrott var, Norge och Finland har inte haft några utbrott.
Det har förekommit två tidigare kända utbrott av fågelinfluensa orsakad av H5N1 i Europa före utbrottet 2005–2006. Båda dessa utbrott skedde i Storbritannien. Första gången var i Skottland bland kycklingbesättningar 1959 och andra gången var i England bland kalkonbesättningar 1991. 
Ett av de första rapporterade fallen i Europa under utbrottet 2005-2006 skedde i augusti 2005 i Kalmuckien, Ryssland. I oktober till december samma år rapporterades sedan fall från Rumänien, Turkiet, Kroatien och Ukraina. Under perioden januari till april sprider sig sedan smittan snabbt genom Europa med rapporter om både fjäderfän och vilda fåglar som avlidit av fågelinfluensa. I Tyskland under samma period konstateras att två däggdjur, en katt och en stenmård även smittats och avlidit av influensan. Under samma period etablerar sig även smittan i Västafrika och i nordöstra Afrika. I augusti 2006 rapporteras om de första fallen av fågelinfluensa hos fjäderfä i Indonesien. 
Globalt minskade förekomsten av HPAI signifikant under första halvan av 2008. Endast elva utbrott rapporterades i juni 2008 (i Kina, Egypten, Indonesien, Pakistan och Vietnam) vilket kan jämföras med 65 utbrott i juni 2006 och 55 i juni 2007. Men FAO varnar att viruset är underrapporterat varför siffrorna inte helt går att lita på.
Fram till september 2015 har det rapporterats fall av Influensa A virus subtyp H5N1 från Afrika, Europa och Asien. Under perioden 2003 till juli 2013 har WHO rapporterat om 630 fall av människor smittade av Influensa A virus subtyp H5N1  och av dessa dog 375.

## Arter som dokumenterats med fågelinfluensa av typen H5N1
Denna information är från augusti 2006:
- storkfåglar: vit stork (Ciconia ciconia), asiatisk gapnäbbsstork (Anastomus oscitans), bacchushäger (Ardeola bacchus), gråhäger (Ardea cinerea), ägretthäger (Ardea alba)
- hönsfågel: kalijfasan (Lophura leucomelanos), påfågel (Pavo cristatus), purpurhöna (Porphyrio porphyrio), rörhöna (Gallinula chloropus), sothöna (Fulica atra)
- svanar: knölsvan (Cygnus olor), mindre sångsvan (Cygnus columbianus), sångsvan (Cygnus cygnus)
- gäss: Bläsgås (Anser albifrons), grågås (Anser anser), fjällgås (Anser erythropus), stripgås (Anser indicus), kanadagås (Branta canadensis), rödhalsad gås (Branta ruficollis)
- änder: snatterand (Mareca strepera), gräsand (Anas platyrhynchos), praktand (Mareca falcata), vigg (Aythya fuligula), bergand (Aythya marila), brunand (Aythya ferina), rostand (Tadorna ferruginea), salskrake (Mergellus albellus), storskrake (Mergus merganser)
- rovfåglar: duvhök (Astur gentilis), ormvråk (Buteo buteo), fjällvråk (Buteo lagopus), pilgrimsfalk (Falco peregrinus), gam (ospecificerad), bergörn (Nisaetus nipalensis)
- måsfåglar: fiskmås (Larus canus), Skrattmås (Chroicocephalus ridibundus), brunhuvad mås (Chroicocephalus brunnicephalus), gråtrut (Larus argentatus, svarthuvad trut (Ichthyaetus ichthyaetus)
- vadare: skogssnäppa (Tringa ochropus)
- ugglor: berguv
- tättingar: kinesisk majna, (Acridotheres cristatellus), orientshama (Copsychus saularis) stornäbbad kråka (Corvus macrorhynchos), huskråka (Corvus splendens), svartdrongo (Dicrurus macrocercus), fjällig munia (Lonchura punctulata), vitgumpad munia (Lonchura striata), pilfink (Passer montanus) skata (Pica pica sericea), sångglasögonfågel (Zosterops japonicus)
- övriga vilda fåglar: skäggdopping (Podiceps cristatus), smådopping (Tachybaptus ruficollis), storskarv (Phalacrocorax carbo), småskarv (Phalacrocorax niger), stadsduva (Columba livia)
- fjäderfä: tamgås (Anser anser domesticus), tamanka, tamhöna (Gallus gallus domesticus) och stridstupp, kalkon (Meleagris gallopavo), rapphöna (perdix perdix)
- övriga fåglar i fångenskap: brudand (Aix sponsa), brasilienand (Amazonetta brasiliensis), bahamaand (Anas bahamensis), kastanjekricka (Anas castanea), sydamerikansk skedand (Spatula platalea), chilebläsand (Mareca sibilatrix), silverand (Spatula versicolor), beigekindad and (Callonetta leucophrys), manand (Chenonetta jubata), coscorobasvan (Coscoroba coscoroba), svart svan (Cygnus atratus), svarthalsad svan (Cygnus melancoryphus), vithuvad visseland (Dendrocygna viduata), hawaiigås (Branta sandvicensis), pampasand (Netta peposaca), rödhuvad dykand (Netta rufina), tatarfalk (Falco cherrug), gråhuvad fiskörn (Icthyophaga ichthyaetus), hjälmpärlhöna (Numida meleagris), större flamingo (Phoenicopterus ruber), nepaluv (Bubo nipalensis), blek fiskuv (Ketupa ketupu), brun fiskuv (Ketupa zeylonensis), slaguggla (Strix uralensis),
- arter som i djurförsök smittats i laboratorium:Sotvingad mås (Leucophaeus atricilla), berghöna (Alectoris chukar), virginiavaktel (Colinus virginianus), japansk vaktel (Coturnix japonica), fasan (Phasianus colchicus), husfink (Haemorhous mexicanus), beostare (Gracula religiosa), rödnäbbad sångtimalia (Leiothrix lutea), svartnackad gylling (Oriolus chinensis), gråsparv (Passer domesticus), stare (Sturnus vulgaris), zebrafink (Taeniopygia guttata), emu (Dromaius novaehollandiae), undulat (Melopsittacus undulatus), iller (Mustela putoris furo), tamkanin (Oryctolagus cuniculus), brunråtta (Rattus norvegicus)
- övriga arter: huskatt, människa, stenmård (Martes foina), mink (Mustela vison')
- övriga arter i fångenskap: Owstons palmmård (Chrotogale owstoni) tiger (Panthera tigris), leopard (Panthera pardus), gris (Sus domesticus), långsvansad makak (Macaca fascicularis)

Källa: Den internationella organisationen för djurhälsa OIE, National Wildlife Health Center & Svenska jordbruksverket